# Orologeria

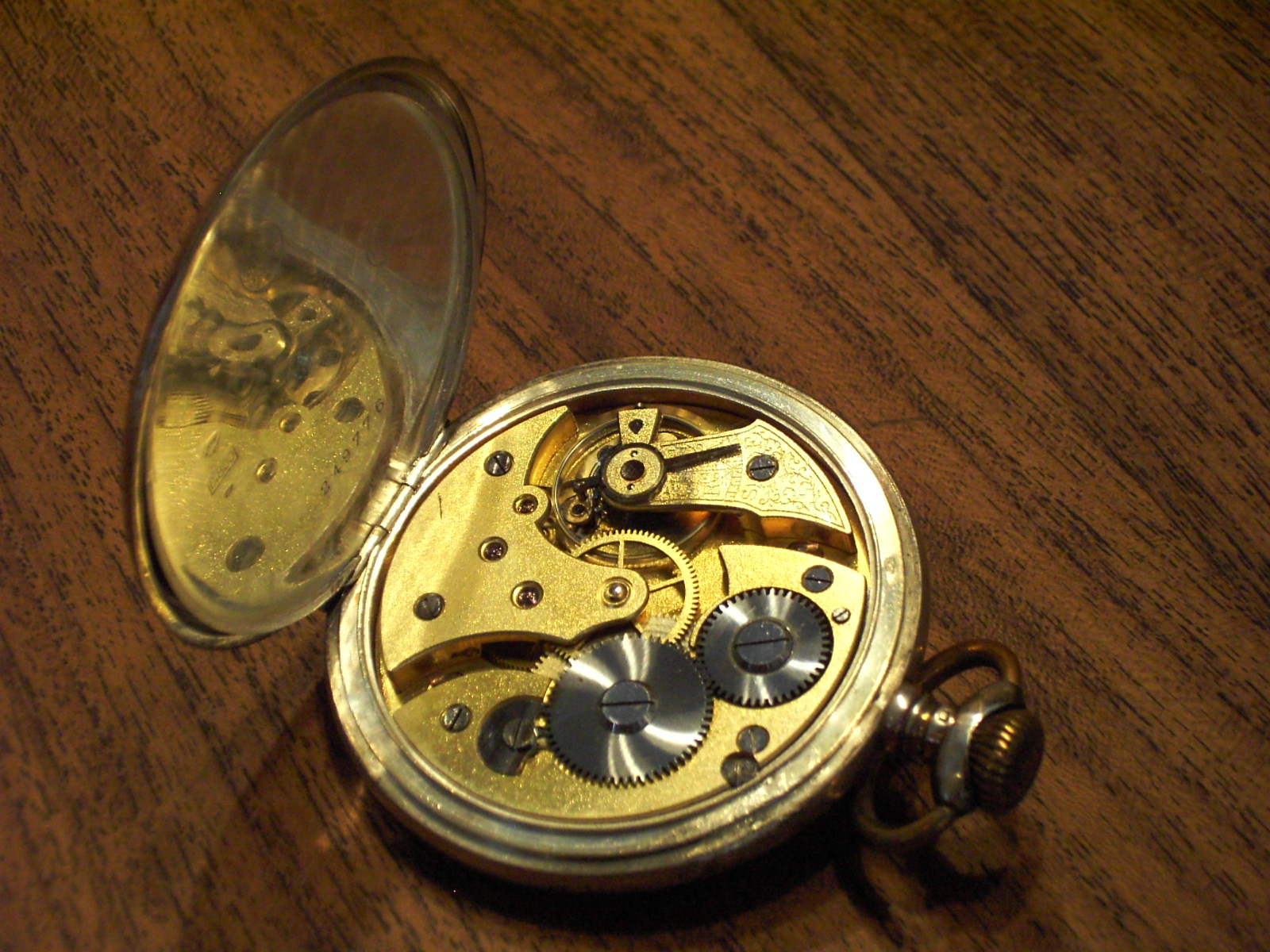
Meccanismo di un orologio d'epoca

L'orologeria è la tecnica di costruire e riparare gli orologi.

## Descrizione
Questa attività è tradizionalmente svolta da artigiani con competenze specifiche, con una notevole abilità nell'operare su sistemi meccanici di dimensioni minime, ma nello stesso tempo dotati del gusto artistico e del talento necessario per creare oggetti in cui a volte, più della funzione pratica, è importante la bellezza. L'orologiaio può avere anche l'abilità di plasmare i metalli preziosi usati per realizzare oggetti di grande pregio e di lavorare il legno per costruire le casse degli orologi da tavolo e da parete. Soprattutto, l'orologiaio deve essere in grado di fabbricare i componenti degli orologi, usando strumenti specifici per l'orologeria, che in molti casi sono versioni miniaturizzate di macchinari comunemente usati in altri campi, per esempio ci sono mini torni, mini morse, cacciaviti e pinze minuscoli, ecc.
I migliori artigiani orologiai sono definiti maestri orologiai, e alcuni di loro hanno legato i loro nomi alle più note marche di orologi pregiati attualmente in commercio.
L'orologeria spesso ha esteso il suo campo oltre lo scopo della misura del tempo, e diversi orologiai si sono occupati di automi, calcolatrici meccaniche, strumenti astronomici (planetari), macchine fotografiche meccaniche, organi meccanici, ecc.

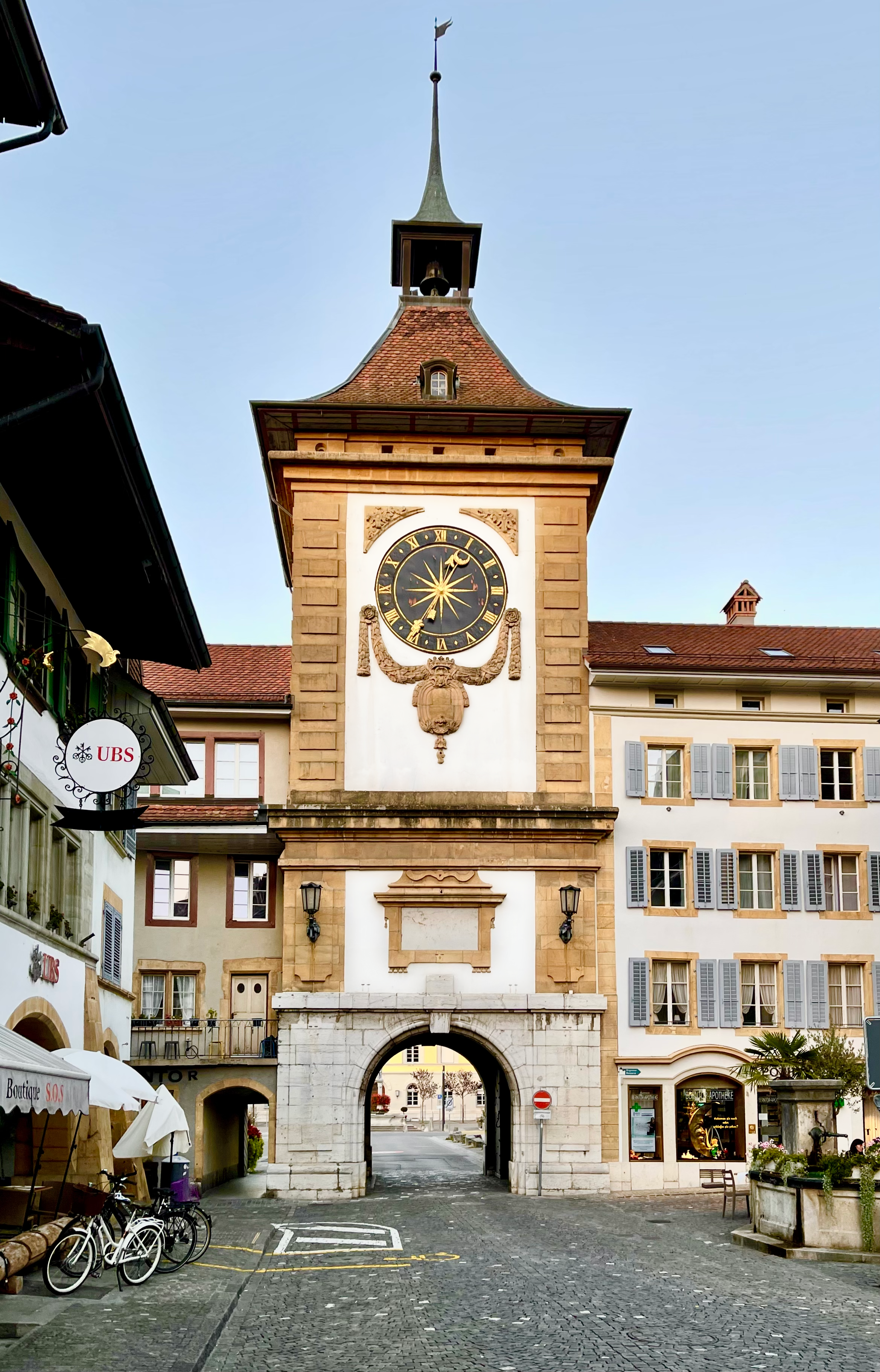
Torre dell'orologio di Morat

## Orologiai famosi
- Jacopo Dondi (1293-1359)
- Giovanni Dondi dall'Orologio (1330 ca - 1388)
- Gianello Torriani (ca 1500 - 1585), seguì Carlo V in Spagna, dove costruì uno straordinario orologio astronomico che richiese oltre vent'anni per la progettazione e tre per la costruzione, con l'uso di circa duemila ruote dentate.
- Christiaan Huygens (1629-1695), olandese, compie importanti studi sul pendolo e inventa, nel 1657, l'orologio a pendolo.
- Thomas Tompion (1639-1713), orologiaio inglese attivo all'osservatorio di Greenwich, presso cui ha realizzato e installato i primi orologi meccanici di precisione. È stato definito il padre dell'orologeria inglese.
- George Graham (1674-1751), discepolo di Tompion, ha inventato diversi tipi di scappamento ancora oggi in uso.
- Franz Anton Ketterer (1676-1749)
- John Harrison (1693-1776), sviluppò un orologio meccanico sufficientemente preciso e affidabile per la determinazione della longitudine in mare, e per questo vincitore di un premio istituito proprio per chi risolvesse questo problema.
- Antonio Bartolomeo Bertolla (1702-1789)
- Pierre Le Roy (1717-1785)
- Ferdinand Berthaud (1729-1807)
- Abraham-Louis Breguet (1747-1823), inventore di diversi scappamenti tra cui il tourbillon, è il punto di riferimento assoluto in tema di alta orologeria.
- Edouard Bovet (1797-1849)
- Aaron Lufkin Dennison (1812-1895)
- Hans Wilsdorf (1881-1960), orologiaio e fondatore di Rolex e Tudor.
- Louis Cottier (1894-1966), inventore nel 1931 dell'orologio ad ora universale (world time).